# Arantxa Rus
| jaar | rang enkelspel | rang dubbelspel |
| ---- | -------------- | --------------- |
| 2007 | 465            | 513             |
| 2008 | 188            | –               |
| 2009 | 107            | 455             |
| 2010 | 138            | 225             |
| 2011 | 84             | 246             |
| 2012 | 68             | 288             |
| 2013 | 160            | 143             |
| 2014 | 230            | 185             |
| 2015 | 289            | 318             |
| 2016 | 174            | 187             |
| 2017 | 160            | 189             |
| 2018 | 109            | 132             |
| 2019 | 103            | 187             |
| 2020 | 73             | 81              |
| 2021 | 62             | 71              |
| 2022 | 117            | 105             |
| 2023 | 51             | 86              |
| 2024 | 81             | 115             |

Arantxa Rus (Delft, 13 december 1990) is een tennisspeelster uit Nederland. Zij begon te tennissen op vijfjarige leeftijd, toen haar zus haar meenam naar de plaatselijke tennisvereniging van Monster, MLTV'90. Haar favoriete ondergrond is gravel. Zij speelt linkshandig en heeft een tweehandige backhand. Zij wordt gecoacht door Julián Alonso.
In de periode 2008–2024 maakte Rus deel uit van het Nederlandse Fed Cup-team – zij behaalde daar een winst/verlies-balans van 19–22. In 2016 speelde zij in de halve finale van Wereldgroep I, na de zege over Rusland in de eerste ronde.

## Loopbaan

### 2008
In 2008 won Rus het Australian Open voor junioren door in de finale de Australische Jessica Moore met 6-3 en 6-2 te verslaan. Door deze prestatie steeg zij op 28 januari 2008 van de 35e naar de tweede plaats op de juniorenwereldranglijst, haar hoogste notering tot dan toe.
Eerder was zij onder andere ook al de beste in een future-toernooi in Alphen aan den Rijn. Zij versloeg daar onder meer Renée Reinhard. Na haar zege op het Australian Open speelde Rus enkele toernooien in het volwassenencircuit. Zij bereikte een halvefinaleplaats bij het 25.000 dollar-toernooi in de Franse stad Biarritz en toernooiwinst bij eenzelfde soort toernooi in de Italiaanse plaats Bari en de Poolse stad Opole. In juni 2008 speelde zij als junior op Roland Garros, waar zij de halve finale haalde. Op Wimbledon bereikte zij vervolgens de kwartfinale. Door deze prestaties steeg zij op 7 juli naar de eerste plaats op de juniorenwereldranglijst.
Rus kreeg een wildcard voor het Ordina Open, waar zij in de eerste ronde verloor van de Oekraïense Marija Koryttseva. Tijdens het toernooi van Guangzhou (Kanton) won Rus haar eerste twee wedstrijden op WTA-niveau. Nadat zij zich via de kwalificaties plaatste voor het hoofdtoernooi won zij op 16 september 2008 haar eerste ronde tegen Yanina Wickmayer in drie sets: 6-7, 6-2 en 6-4. Met een 6-4, 6-4 zege op de Argentijnse Gisela Dulko, nummer 44 van de wereld, bereikte Rus de kwartfinale, waarin zij verloor van de Française Camille Pin.
Arantxa Rus was op 6 oktober 2008 voor het eerst in haar loopbaan de hoogst genoteerde Nederlandse tennisspeelster op de wereldranglijst van de WTA. Behalve door haar eigen prestaties kwam dit door een langdurige blessure van Michaëlla Krajicek, die voor die tijd het hoogst stond. Begin april 2009 werd Rus weer afgelost door Krajicek.

### 2009

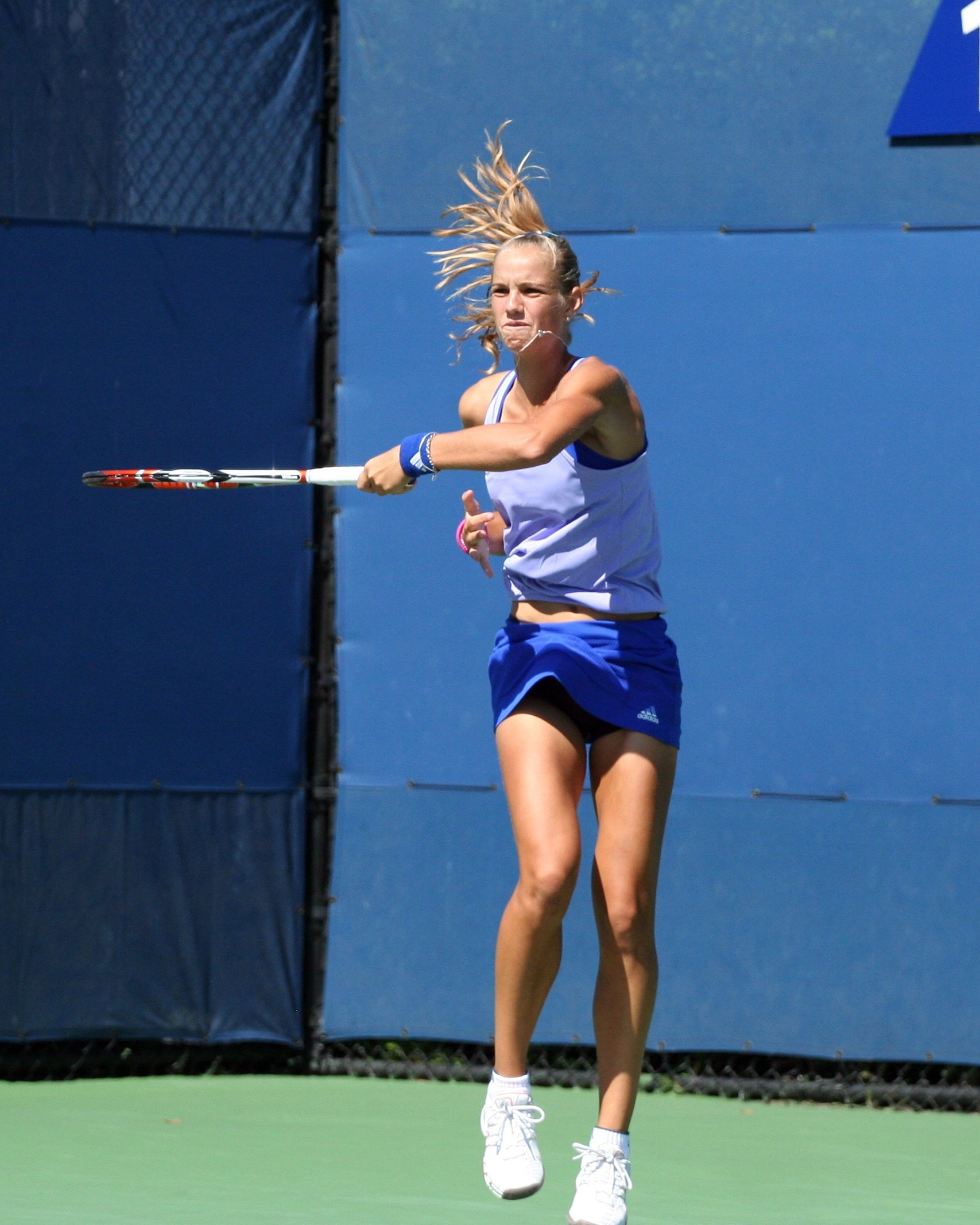
Rus op het US Open in 2009

Rus startte het nieuwe seizoen in de Nieuw-Zeelandse stad Auckland waar zij zich probeerde te kwalificeren voor het hoofdtoernooi. Zij verloor kansloos met tweemaal 6-0 van Lourdes Domínguez Lino. Op het Australian Open, waar zij vorig jaar nog de titel bij de junioren naar zich toe trok, moest zij zich eveneens via het kwalificatietoernooi proberen te plaatsen. In de eerste kwalificatieronde won zij van de bijna 300 plaatsen lager gerangschikte Shannon Golds, maar in de tweede kwalificatieronde ging zij met 0-6 en 3-6 onderuit tegen Julia Schruff.
Eind februari trok zij naar Zuid-Amerika om enkele WTA-toernooien te spelen. Zowel in Bogota als in Acapulco strandde zij in de laatste kwalificatieronde. In de Mexicaanse stad Monterrey kwalificeerde zij zich wel voor het hoofdtoernooi, waarin de Italiaanse Roberta Vinci in drie sets te sterk bleek.
Eind maart ontving Rus een wildcard voor de hoofdtabel van het Premier Mandatory-toernooi van Miami. Het doek viel na de eerste ronde waarin zij in drie sets verloor van de Slowaakse Magdaléna Rybáriková.
In mei plaatste Rus zich voor het hoofdtoernooi van Roland Garros nadat zij in de kwalificatieronden achtereenvolgens Andreja Klepač (6-4, 6-4), Julia Schruff (6-4, 6-4) en Katie O'Brien (6-4, 7-6) versloeg. In de eerste ronde van het hoofdtoernooi versloeg zij Olivia Sanchez (6-1, 6-1). In de tweede ronde werd zij verslagen door Jaroslava Sjvedova (6-0, 6-2).
Rus kon haar vormpeil niet vasthouden en verloor in het kwalificatietoernooi van Wimbledon al in de eerste ronde van de Tsjechische Eva Hrdinová met 2-6, 6-4 en 6-0.
Half juli probeerde zij zich te kwalificeren voor het WTA-toernooi in de Italiaanse stad Palermo. Als topreekshoofd maakte zij haar statuut waar en bemachtigde zij een plaats in de hoofdtabel. Zij versloeg in de eerste ronde de meer dan honderd plaatsen lager gerangschikte Anna Floris. In de tweede ronde moest zij haar meerdere erkennen in Anna-Lena Grönefeld.
Een week later trok zij naar de Sloveense stad Portorož waar zij rechtstreeks in de hoofdtabel stond. In de eerste ronde kwam zij uit tegen Sara Errani, het vijfde reekshoofd. De titelverdedigster gunde Rus één game.
De week erna trok zij richting Turkije waar zij opnieuw rechtstreeks geplaatst was voor het hoofdtoernooi. De loting in Istanbul bleek haar gunstig gezind, maar kon een nederlaag in de eerste ronde toch niet voorkomen. Zij moest haar meerdere erkennen in de bijna 300 plaatsen lager gerangschikte thuisspeelster Pemra Özgen.
Na een mindere periode besloot Rus terug te keren naar het ITF-circuit. Zij speelde twee ITF-toernooien ($ 25.000) in België. Zij begon op het gravel in Koksijde. Rus kon haar status als topreekshoofd niet waarmaken en verloor in de eerste ronde in twee sets van Johanna Larsson. Een week later, op het hardcourt van Westende overleefde zij de eerste ronde wel, maar moest ze in de tweede ronde het hoofd buigen voor de latere winnares Estelle Guisard.
Als laatste voorbereiding op het US Open speelde zij een ITF-toernooi ($ 100.000) in The Bronx. Zij bereikte de tweede ronde na winst in twee sets op de Canadese Marie-Ève Pelletier. In de tweede ronde bleek de Amerikaanse Vania King in twee sets te sterk. Op het US Open zelf kwam zij in de eerste ronde uit tegen Sara Errani, van wie zij eerder in het jaar in Portorož kansloos verloor; Rus ging nogmaals onderuit tegen de Italiaanse, nu met 0-6, 3-6.
Na het US Open keerde zij terug naar eigen land waar zij het ITF-toernooi in Alphen aan den Rijn ($ 25.000) speelde. In de eerste ronde verloor zij van haar landgenote Elise Tamaëla in twee sets.
Begin november kon Rus nog eens juichen. Toen won zij het met 50.000 dollar gedoteerde ITF-toernooi in de Franse stad Nantes. In de finale was zij met 6-3 en 6-2 te sterk voor Renata Voráčová. Met deze zege sloot Rus het seizoen af op de 107de plaats op de wereldranglijst.

### 2010

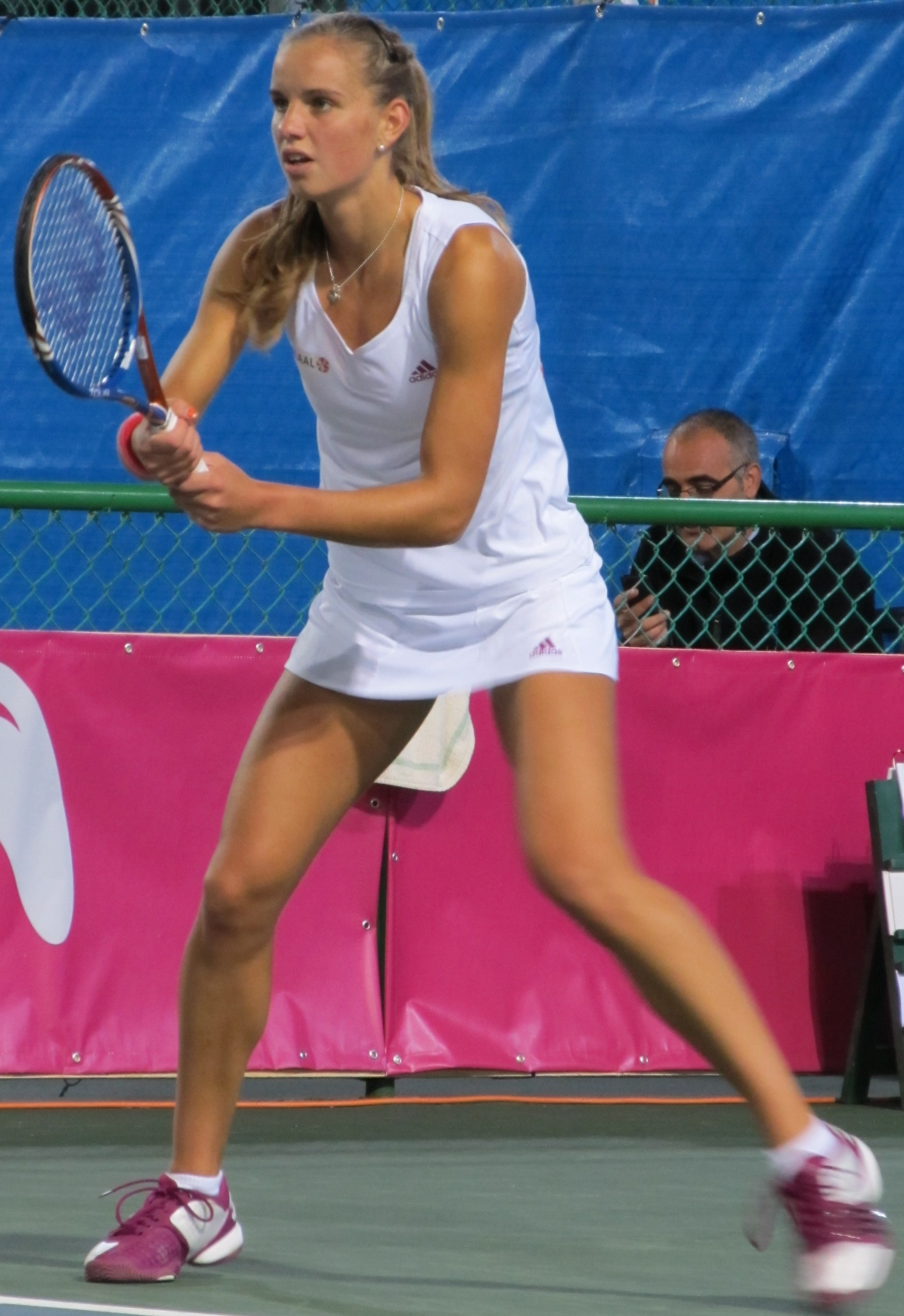
Eilat (Israël), 2011

Rus begon het seizoen meteen op het Australian Open waar zij zich voor de hoofdtabel probeerde te kwalificeren. Het werd geen succes. Zij verloor meteen in de eerste kwalificatieronde van de meer dan honderd plaatsen lager gerangschikte Oekraïense Kristina Antoniychuk.
Na de Fed Cup begin februari, waarin Nederland op de vijfde plaats belandde, speelde Rus op het $ 100.000-toernooi in de Amerikaanse stad Midland. Zij bereikte hierin de kwartfinale na winst in de eerste ronde op Nicole Vaidišová. In de tweede ronde liet zij niks heel van de thuisspelende Jacqueline Cako en won met twee keer 6-0. In de kwartfinale moest zij het hoofd buigen voor Laura Granville. Een week later, op het WTA-toernooi van Memphis, verloor zij in de eerste ronde kansloos van de Estische Kaia Kanepi.
Begin maart probeerde Rus zich tevergeefs te kwalificeren voor het WTA-toernooi van Indian Wells. In de eerste kwalificatieronde was zij nog in twee sets te sterk voor de Poolse Marta Domachowska, maar in de tweede en beslissende ronde moest zij haar meerdere erkennen in de Portugese Michelle Larcher de Brito.
Op het WTA-toernooi van Marbella begon Rus aan het gravelseizoen. Zij loodste zichzelf vlot voorbij de kwalificaties en ontmoette in het hoofdtoernooi wederom de Italiaanse Sara Errani. De Italiaanse bleek alweer veel te sterk voor Rus en won opnieuw in twee korte sets van de Nederlandse. De week nadien, op het WTA-toernooi van Barcelona, kon zij zich niet kwalificeren voor het hoofdtoernooi. Rus sneuvelde in de laatste kwalificatieronde tegen de Roemeense Simona Halep.
Eind april speelde zij op het ITF-toernooi van Cagnes-sur-Mer ($ 100.000). Hierin bereikte zij de kwartfinale na onder meer winst op top 100-speelster Tatjana Malek. In de kwartfinale verloor zij evenwel kansloos van de Spaanse Lourdes Domínguez Lino.
De week erna liet zij opnieuw van zich horen op het WTA-toernooi van Estoril. Zij kwalificeerde zich met redelijk gemak voor het hoofdtoernooi. Hierin bereikte zij de kwartfinale na onder meer winst in de tweede ronde op Kirsten Flipkens. In de kwartfinale bleef Sorana Cîrstea haar de baas.
De week erna speelde zij het kwalificatietoernooi van Roland Garros waar zij vorig jaar nog de tweede ronde van het hoofdtoernooi wist te bereiken. Dit jaar raakte zij niet door de kwalificaties. Zij verloor in de tweede kwalificatieronde van de Spaanse Lourdes Domínguez Lino.
Begin juni speelde zij een ITF-toernooi ($ 50.000) in Rome. Zij bereikte de halve finale waarin zij opnieuw oog in oog kwam te staan met haar angstgegner Lourdes Domínguez Lino. De Spaanse was wederom in twee sets te sterk voor Rus.
Als voorbereiding op Wimbledon, speelde zij in eigen land op het WTA-toernooi van Rosmalen. Hierin bereikte zij de tweede ronde na een overwinning op de Spaanse Anabel Medina Garrigues. In de tweede ronde was de Slowaakse Dominika Cibulková in twee sets te sterk voor Rus.
Op Wimbledon zelf was zij rechtstreeks geplaatst voor de hoofdtabel. Haar eerste optreden op het heilige gras was echter van korte duur. In de eerste ronde verloor zij van de Taiwanese Chang Kai-chen met 0-6, 6-2 en 3-6.
Begin juli speelde Rus het WTA-toernooi van Båstad. In de eerste ronde was zij met 6-2 en 6-3 de baas over de Duitse kwalificante Laura Siegemund, maar in de tweede ronde verloor zij van een andere kwalificante, Ana Vrljić uit Kroatië. Het werd 5-7, 7-5 en 4-6.
De week nadien, op het WTA-toernooi van Palermo, mocht zij al na de eerste ronde inpakken na verlies in twee sets tegen de Italiaanse Alberta Brianti. Ook op het WTA-toernooi van Bad Gastein kwam zij niet voorbij de eerste ronde. Hier verloor zij kansloos van Française Alizé Cornet.
Op het WTA-toernooi van Montréal moest Rus in de tweede kwalificatieronde vanwege kramp opgeven tegen Vania King nadat zij in de eerste ronde niet zonder moeite had gewonnen van Sania Mirza.
Begin september speelde Rus het ITF-toernooi in Alphen aan den Rijn ($ 25.000). Hier bereikte zij de halve finale maar werd daar met duidelijke cijfers uitgeschakeld door Julia Schruff, die later ook het toernooi zou winnen.
In de daaropvolgende week versloeg zij in de eerste ronde Karin Knapp op het ITF-toernooi van Mestre ($ 50.000). Ook de tweede ronde won zij gemakkelijk maar de kwartfinale bleek het eindstation na een nederlaag tegen de Tsjechische Zuzana Ondrášková.
In de eerste week van oktober speelde Rus een $ 75.000-toernooi in de Britse plaats Barnstaple. De als zesde geplaatste Rus won in de eerste ronde van Russin Jekaterina Bytsjkova, maar werd in de tweede ronde in een driesetter uitgeschakeld door landgenote Richèl Hogenkamp.
In België, op het toernooi van Torhout ($ 100.000), boekte zij in de eerste ronde een overwinning in twee sets op de Italiaanse Tathiana Garbin. Daarna bleek zij in de tweede ronde te sterk voor landgenote Michaëlla Krajicek. Dit was de eerste ontmoeting tussen deze speelsters. De kwartfinalepartij verloor zij van de Zwitserse Timea Bacsinszky.
Hierna reisde zij af naar het WTA-toernooi van Luxemburg om kwalificaties te spelen. Hier verloor zij in de eerste ronde nipt van de Roemeense Sorana Cîrstea in een tiebreak in de derde set.
Haar laatste twee toernooien van 2010 zou zij spelen in Frankrijk. Op het toernooi van Poitiers ($ 100.000) bereikte zij vorig jaar nog de kwartfinale, maar dit keer ging zij in de eerste ronde onderuit tegen de Française Stéphanie Cohen-Aloro. Rus voelde zich niet helemaal fit en liet het toernooi dat zij vorig jaar won, het $ 50.000-toernooi van Nantes, schieten.

### 2011
In 2011 plaatste Rus zich via het kwalificatietoernooi voor het eerst voor het Australian Open. In de eerste ronde won zij met 6-1, 3-6 en 7-5 van de Amerikaanse Bethanie Mattek-Sands en in de tweede ronde verloor zij met 6-1 en 6-4 van de als 23e geplaatste Svetlana Koeznetsova.
Na het Australian Open kwam Rus uit voor Nederland in de Fed Cup. Zij behaalde drie overwinningen op Alexandra Dulgheru, Gréta Arn en Patty Schnyder. Zij kon echter met de andere Nederlandse dames geen promotieduel afdwingen, want in de play-off werd met 1-2 van Zwitserland verloren.
De week na de Fed Cup speelde Rus het $ 25.000-toernooi van Stockholm. Zij won achtereenvolgens van de Italiaanse Anna-Giulia Remondina, de Française Claire de Gubernatis, de Oekraïense Joelija Bejhelzymer en de Slowaakse Michaela Hončová om zo de finale te bereiken. De finale ging echter verloren tegen de Française Kristina Mladenovic. In het dubbelspel won Rus wel het toernooi met haar Wit-Russische partner Anastasija Jakimava.
In maart probeerde zij zich te kwalificeren voor het grote WTA-toernooi van Indian Wells. Zij verloor echter in de eerste kwalificatieronde van de Amerikaanse Jamie Hampton.
In de tweede week van het toernooi van Indian Wells speelde Rus een $ 100.000-toernooi in Nassau. Na twee redelijk eenvoudige ronden tegen de Amerikaanse Jill Craybas en de Duitse Kristina Barrois, moest zij in de kwartfinale het onderspit delven tegen Wit-Russin Anastasija Jakimava.
Eind maart speelde Rus op het grote WTA-toernooi van Miami. Zij plaatste zich hier vlot voor het hoofdschema, maar ging in de eerste ronde onderuit tegen haar angstgegner, de Spaanse Lourdes Domínguez Lino met 4-6, 7-6 en 4-6.
Na deze week bereikte zij een mijlpaal door de top 100 binnen te komen op de wereldranglijst. Als nummer 99 van de wereld begon zij aan het gravelseizoen met het WTA-toernooi van Marbella waar zij in de eerste ronde Russin Dinara Safina trof. Deze wedstrijd ging in drie sets verloren.
Op het WTA-toernooi van Fez trof zij in de eerste ronde de als eerste geplaatste Française Aravane Rezaï. Opnieuw verloor Rus in drie sets.
Hierna speelde zij kwalificaties voor het WTA-toernooi van Estoril. De eerste kwalificatieronde won zij gemakkelijk van de Luxemburgse Anne Kremer, maar in de tweede kwalificatieronde bleek de Kazachse Sesil Karatantcheva te sterk.
Met een wildcard nam Rus deel aan het WTA-toernooi van Madrid. In de eerste ronde ging zij in drie sets ten onder tegen Russin Maria Sjarapova.
Op het $ 50.000-toernooi van Saint-Gaudens versloeg zij in de eerste twee ronden de Françaises Claire de Gubernatis en Séverine Beltrame. In de kwartfinale won zij van de Oekraïense Elina Svitolina en in de halve finale van Russin Valerija Savinych. In de finale bleek Russin Anastasia Pivovarova echter te sterk.

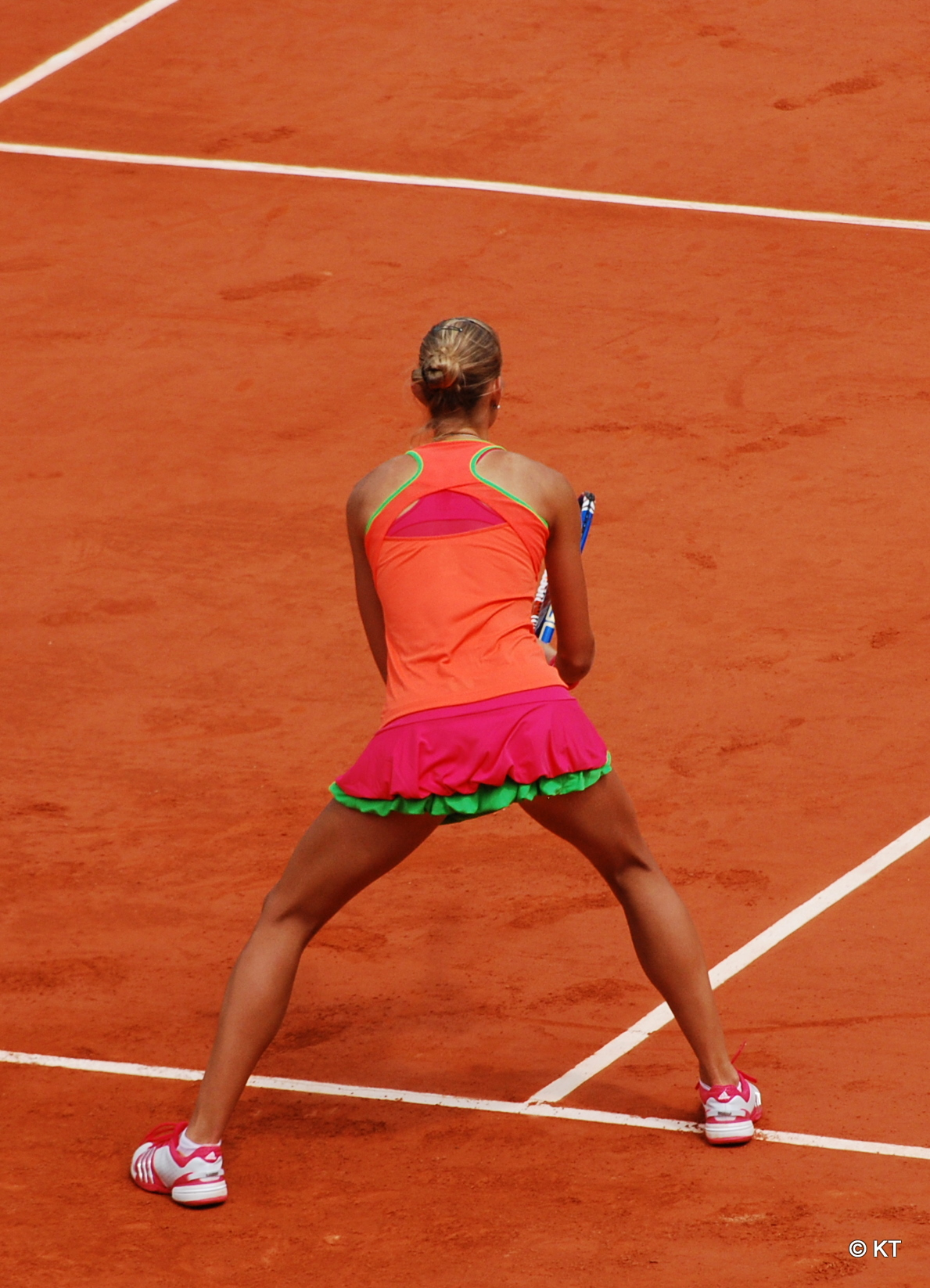
Roland Garros 2011

Via rechtstreekse plaatsing trof Rus in de eerste ronde op Roland Garros de Nieuw-Zeelandse kwalificante Marina Erakovic. Rus won deze wedstrijd in drie sets en speelde in de tweede ronde tegen de als tweede geplaatste Kim Clijsters. Zij versloeg Clijsters met 3-6, 7-5 en 6-1 en zette daarmee haar beste prestatie tot dan toe neer op een grandslamtoernooi. In haar eerste derde ronde op een grandslamtoernooi verloor zij echter kansloos van Russin Maria Kirilenko: 6-1 en 6-1.
Om ritme op het gras op te doen, speelde Rus kwalificaties voor het WTA-toernooi van Rosmalen. Zij kwam de kwalificaties door en stuitte in de eerste ronde op de als tweede geplaatste Russin Svetlana Koeznetsova. Zij verloor de wedstrijd in twee sets en kon daardoor meteen doorreizen naar Wimbledon waar zij kwalificaties speelde.
De eerste kwalificatieronde op Wimbledon won zij van de Française Olivia Sanchez. In de tweede kwalificatieronde stond zij tegenover de Amerikaanse Lindsay Lee-Waters; in drie sets bleek Lee-Waters de betere.

### 2012
Op Roland Garros bereikte zij voor het eerst in haar loopbaan de vierde ronde van een grandslamtoernooi door in drie sets Julia Görges te verslaan. Hierin trof zij de Estische Kaia Kanepi, van wie zij verloor met 1–6, 6–4 en 0–6. Door het bereiken van de vierde ronde van Roland Garros won Rus 180 WTA-punten, waardoor zij een sprongetje op de wereldranglijst maakte. De goede lijn trok zij door richting de grastoernooien. Op Wimbledon bereikte zij de derde ronde na een overwinning op US Open-kampioene Samantha Stosur.

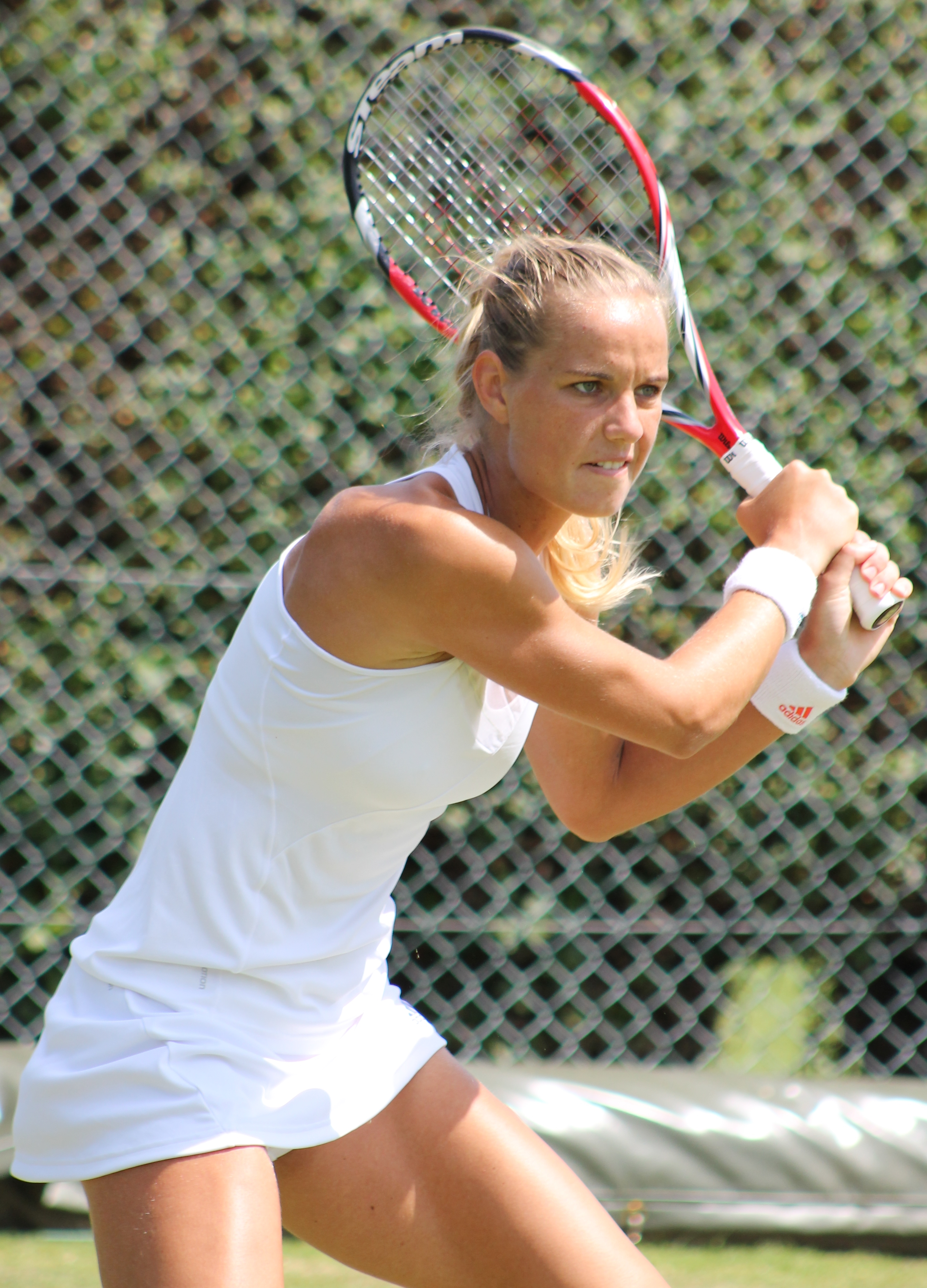
Wimbledon 2014 (kwalificatie)

### 2013 – 2016
Jaarlijks nam Rus deel aan het Nederlandse Fed Cup-team, met name in 2015 toen de Nederlandse dames omhoog klommen van het niveau Wereldgroep II naar Wereldgroep I. Tijdens de gewonnen ontmoeting met Slowakije won zij haar partijen tegen Magdaléna Rybáriková en Anna Karolína Schmiedlová – in het promotieduel tegen Australië won zij van Jarmila Gajdošová, maar verloor van Casey Dellacqua.

### 2017
In de Fed Cup speelde Rus dubbelspelpartijen met Cindy Burger. Zij kreeg een wildcard voor het WTA-toernooi van Rosmalen, waar zij eerst de als zesde geplaatste Tímea Babos versloeg en vervolgens Andrea Hlaváčková, waarmee zij de kwartfinale bereikte – daarin verloor zij van Natalja Vichljantseva. In juli won zij haar eerste WTA-titel, in het dubbelspeltoernooi van Båstad, samen met landgenote Quirine Lemoine. In november bereikte zij voor het eerst een WTA-enkelspelfinale, op het toernooi van Taipei – in de eindstrijd moest zij het afleggen tegen de Zwitserse Belinda Bencic.

### 2020
Tijdens het eerste toernooi dat in augustus na de corona-onderbreking werd gehouden, het WTA-toernooi van Palermo, won Rus voor het eerst sinds drie jaar een dubbelspeltitel, samen met de Sloveense Tamara Zidanšek. In november volgde haar derde dubbelspeltitel, in Linz, weer met Zidanšek aan haar zijde.

### 2021
In maart won zij op het WTA-toernooi van Lyon haar vierde dubbelspeltitel, nu geflankeerd door de Slowaakse Viktória Kužmová. In juni bereikte zij de enkelspelfinale op het WTA-toernooi van Bol, die zij verloor van de Italiaanse Jasmine Paolini. Op het dubbelspel van Wimbledon bereikte Rus voor het eerst de derde ronde op een grandslamtoernooi – zij wist daarbij Kužmová weer aan haar zijde, met wie zij in de tweede ronde het Belgische stelletje Greet Minnen en Alison Van Uytvanck onschadelijk maakte. Een maand later bereikte Rus de enkelspelfinale van het challengertoernooi van Belgrado – in de eindstrijd werd zij afgetroefd door de Slowaakse Anna Karolína Schmiedlová. Op 15 augustus won Rus, die daar als eerste geplaatst was, de enkelspelfinale van het ITF-toernooi in San Bartolomé de Tirajana op Gran Canaria van Mayar Sherif. Sinds 16 augustus, toen Kiki Bertens zich van de WTA-ranglijst had laten afvoeren, is Rus de hoogstgeplaatste Nederlandse speelster. Ook op 22 augustus won zij, opnieuw als eerste geplaatst, de enkelspelfinale van het tweede ITF-toernooi in San Bartolomé de Tirajana van Victoria Jiménez Kasintseva. Op 26 september won zij, als eerste geplaatst, de enkelspelfinale van het tweede ITF-toernooi in Valencia van de Roemeense Mihaela Buzărnescu.

### 2023
In juni won Rus haar eerste WTA-titel in het enkelspel, op het toernooi van La Bisbal d'Empordà – in de finale versloeg zij de Hongaarse Panna Udvardy. Een maand later volgde de tweede, in Contrexéville waar zij in de finale te sterk was voor Anastasija Pavljoetsjenkova. Nog diezelfde maand won Rus haar derde titel, de eerste op WTA 250-niveau, op het toernooi van Hamburg – hiermee kwam zij binnen op de top 50 van de wereldranglijst.

## Resultaten grandslamtoernooien
| Legenda | Legenda                          |
| ------- | -------------------------------- |
| g.t.    | geen toernooi gehouden           |
| l.c.    | lagere categorie                 |
| –       | niet deelgenomen                 |
| G       | uitgeschakeld in de groepsfase   |
| 1R      | uitgeschakeld in de eerste ronde |
| 2R      | uitgeschakeld in de tweede ronde |
| 3R      | uitgeschakeld in de derde ronde  |
| 4R      | uitgeschakeld in de vierde ronde |
| KF      | uitgeschakeld in de kwartfinale  |
| HF      | uitgeschakeld in de halve finale |
| F       | de finale verloren               |
| W       | het toernooi gewonnen            |
| w-v     | winst/verlies-balans             |

### Enkelspel
| Australian Open | –  | –  | 2R | 1R | 1R | –  | 2R   | 1R | 1R | –  | 2R | 1R |
| Roland Garros   | 2R | –  | 3R | 4R | 1R | 1R | 1R   | 1R | 1R | 1R | 2R | 2R |
| Wimbledon       | –  | 1R | –  | 3R | 1R | 1R | g.t. | 1R | 1R | –  | 2R | 1R |
| US Open         | 1R | –  | 2R | 1R | –  | 1R | 1R   | 1R | 1R | 1R | 2R |    |

### Vrouwendubbelspel
| toernooi        | 2011 | 2012 | 2013 |      | 2020 | 2021 | 2022 | 2023 | 2024 | 2025 |
| --------------- | ---- | ---- | ---- | ---- | ---- | ---- | ---- | ---- | ---- | ---- |
| Australian Open | –    | 1R   | 1R   | –    | 2R   | 1R   | –    | 1R   | 1R   |      |
| Roland Garros   | –    | –    | 1R   | 2R   | 2R   | –    | –    | 2R   | –    |      |
| Wimbledon       | –    | 1R   | –    | g.t. | 3R   | 2R   | –    | 1R   | 1R   |      |
| US Open         | 1R   | 1R   | –    | –    | 1R   | 1R   | 3R   | 1R   |      |      |

## Palmares
| Legenda                 |
| ----------------------- |
| Grandslamtoernooi       |
| Olympische Spelen       |
| Year-End Championships  |
| Premier Mandatory       |
| Premier Five / WTA 1000 |
| Premier / WTA 500       |
| International / WTA 250 |
| Challenger / WTA 125    |

### WTA-finaleplaatsen enkelspel
| nr.              | finale     | toernooi                | ondergrond | tegenstandster              | score    |         |
| ---------------- | ---------- | ----------------------- | ---------- | --------------------------- | -------- | ------- |
| gewonnen finales |            |                         |            |                             |          |         |
| 1.               | 2023-06-11 | WTA La Bisbal d'Empordà | gravel     | Panna Udvardy               | 7-6, 6-3 | details |
| 2.               | 2023-07-16 | WTA Contrexéville       | gravel     | Anastasija Pavljoetsjenkova | 6-3, 6-3 | details |
| 3.               | 2023-07-29 | WTA Hamburg             | gravel     | Noma Noha Akugue            | 6-0, 7-6 | details |
| verloren finales |            |                         |            |                             |          |         |
| 1.               | 2017-11-19 | WTA Taipei              | tapijt (i) | Belinda Bencic              | 6-7, 1-6 | details |
| 2.               | 2021-06-12 | WTA Bol                 | gravel     | Jasmine Paolini             | 2-6, 6-7 | details |
| 3.               | 2021-07-31 | WTA Belgrado            | gravel     | Anna Schmiedlová            | 3-6, 3-6 | details |
| 4.               | 2024-08-10 | WTA Hamburg             | gravel     | Anna Bondár                 | 4-6, 2-6 | details |

### WTA-finaleplaatsen vrouwendubbelspel
| nr.              | finale     | toernooi     | ondergrond    | partner            | tegenstandsters                         | score            |         |
| ---------------- | ---------- | ------------ | ------------- | ------------------ | --------------------------------------- | ---------------- | ------- |
| gewonnen finales |            |              |               |                    |                                         |                  |         |
| 1.               | 2017-07-30 | WTA Båstad   | gravel        | Quirine Lemoine    | María Irigoyen Barbora Krejčíková       | 3-6, 6-3, [10-8] | details |
| 2.               | 2020-08-09 | WTA Palermo  | gravel        | Tamara Zidanšek    | Elisabetta Cocciaretto Martina Trevisan | 7-5, 7-5         | details |
| 3.               | 2020-11-15 | WTA Linz     | hardcourt (i) | Tamara Zidanšek    | Lucie Hradecká Kateřina Siniaková       | 6-3, 6-4         | details |
| 4.               | 2021-03-07 | WTA Lyon     | hardcourt (i) | Viktória Kužmová   | Eugenie Bouchard Olga Danilović         | 3-6, 7-5, [10-7] | details |
| verloren finales |            |              |               |                    |                                         |                  |         |
| 1.               | 2019-07-27 | WTA Palermo  | gravel        | Ekaterine Gorgodze | Cornelia Lister Renata Voráčová         | 6-7, 2-6         | details |
| 2.               | 2022-06-12 | WTA Valencia | gravel        | Aleksandra Panova  | Aliona Bolsova Rebeka Masarova          | 0-6, 3-6         | details |
| 3.               | 2022-10-01 | WTA Parma    | gravel        | Tamara Zidanšek    | Anastasia Dețiuc Miriam Kolodziejová    | 6-1, 3-6, [8-10] | details |
| 4                | 2024-08-10 | WTA Hamburg  | gravel        | Nina Stojanović    | Anna Bondár Kimberley Zimmermann        | 7-5, 3-6, [9-11] | details |
| 5.               | 2025-07-20 | WTA Hamburg  | gravel        | Anna Bondár        | Nadija Kitsjenok Makoto Ninomiya        | 4-6, 6-3, [9-11] | details |

### Gewonnen ITF-toernooien enkelspel
| nr. | finale     | toernooi                  | dotatie  | ondergrond    | tegenstandster in finale    | score         |
| --- | ---------- | ------------------------- | -------- | ------------- | --------------------------- | ------------- |
| 01. | 2007-08-20 | Vlaardingen               | $ 10.000 | gravel        | Anne Schäfer                | 6-7, 6-2, 6-2 |
| 02. | 2007-09-10 | Alphen aan den Rijn       | $ 10.000 | gravel        | Renée Reinhard              | 4-6, 7-5, 7-6 |
| 03. | 2008-04-14 | Bari                      | $ 25.000 | gravel        | Alberta Brianti             | 2-6, 7-5, 6-3 |
| 04. | 2008-11-19 | Opole                     | $ 25.000 | tapijt (i)    | Ana Vrljić                  | 4-6, 7-5, 6-3 |
| 05. | 2009-11-08 | Nantes                    | $ 50.000 | hardcourt (i) | Renata Voráčová             | 6-2, 6-3      |
| 06. | 2012-04-01 | Osprey                    | $ 50.000 | gravel        | Sesil Karatantcheva         | 6-4, 6-1      |
| 07. | 2013-09-01 | Fleurus                   | $ 25.000 | gravel        | Diāna Marcinkēviča          | 6-3, 6-2      |
| 08. | 2013-09-08 | Alphen aan den Rijn       | $ 25.000 | gravel        | Carina Witthöft             | 4-6, 6-2, 6-2 |
| 09. | 2013-10-06 | Vallduxo                  | $ 25.000 | gravel        | Alizé Lim                   | 6-1, 6-1      |
| 10. | 2013-10-12 | Sant Cugat                | $ 25.000 | gravel        | Alberta Brianti             | 6-4, 2-6, 6-2 |
| 11. | 2016-10-01 | Hua Hin                   | $ 25.000 | hardcourt     | Nicha Lertpitaksinchai      | 3-6, 7-6, 7-6 |
| 12. | 2016-10-16 | Équeurdreville            | $ 25.000 | hardcourt (i) | Maryna Zanevska             | 6-2, 6-1      |
| 13. | 2017-07-09 | Middelburg                | $ 25.000 | gravel        | Valentini Grammatikopoulou  | 3-6, 6-2, 6-3 |
| 14. | 2017-09-30 | Hua Hin                   | $ 25.000 | hardcourt     | Jacqueline Cako             | 6-1, 6-3      |
| 15. | 2019-04-21 | Santa Margherita di Pula  | $ 25.000 | gravel        | Daria Lopatetska            | 6-7, 6-3, 6-1 |
| 16. | 2019-04-28 | Santa Margherita di Pula  | $ 25.000 | gravel        | Elizabeth Halbauer          | 6-2, 6-7, 6-1 |
| 17. | 2019-07-07 | Den Haag                  | $ 25.000 | gravel        | Valentina Ivachnenko        | 6-2, 6-2      |
| 18. | 2019-08-04 | El Espinar                | $ 25.000 | hardcourt     | Julia Terziyska             | 6-4, 6-1      |
| 19. | 2019-08-11 | Cordenons                 | $ 25.000 | gravel        | Nika Radišič                | 4-6, 6-4, 6-1 |
| 20. | 2019-09-08 | Marbella                  | $ 25.000 | gravel        | Marina Bassols Ribera       | 6-2, 6-2      |
| 21. | 2019-09-15 | Santa Margherita di Pula  | $ 25.000 | gravel        | Elisabetta Cocciaretto      | 6-3, 6-7, 6-4 |
| 22. | 2019-10-20 | Sevilla                   | $ 25.000 | gravel        | Patricia Maria Țig          | 6-4, 6-4      |
| 23. | 2019-11-03 | Pétange                   | $ 25.000 | hardcourt (i) | Laura-Ioana Paar            | 6-3, 3-6, 6-3 |
| 24. | 2019-11-11 | Orlando                   | $ 25.000 | gravel        | Irina Fetecău               | 6-3, 6-2      |
| 25. | 2021-08-15 | San Bartolomé de Tirajana | $ 60.000 | gravel        | Mayar Sherif                | 6-4, 6-2      |
| 26. | 2021-08-22 | San Bartolomé de Tirajana | $ 60.000 | gravel        | Victoria Jiménez Kasintseva | 6-0, 6-1      |
| 27. | 2021-09-26 | Valencia                  | $ 80.000 | gravel        | Mihaela Buzărnescu          | 6-4, 7-6      |
| 28. | 2022-05-01 | Santa Margherita di Pula  | $ 25.000 | gravel        | Marie Benoît                | 6-4, 6-4      |
| 29. | 2022-08-07 | San Bartolomé de Tirajana | $ 60.000 | gravel        | Polina Koedermetova         | 6-3, 3-6, 6-1 |
| 30. | 2022-11-13 | Sharm-el-Sheikh           | $ 25.000 | hardcourt     | Joelija Hatowka             | 6-2, 6-1      |
| 31. | 2023-03-19 | Anapoima                  | $ 40.000 | gravel        | Sinja Kraus                 | 6-3, 6-7, 6-2 |
| 32. | 2023-07-09 | Den Haag                  | $ 40.000 | gravel        | Sára Bejlek                 | 7-6, 6-4      |
| 33. | 2024-07-14 | Den Haag                  | $ 75.000 | gravel        | Gina Feistel                | 6-1, 4-6, 6-2 |

### Gewonnen ITF-toernooien dubbelspel
| nr. | finale     | toernooi                  | dotatie   | ondergrond    | partner             | tegenstandsters in finale                  | score             |
| --- | ---------- | ------------------------- | --------- | ------------- | ------------------- | ------------------------------------------ | ----------------- |
| 01. | 2007-10-23 | Mexico-Stad               | $ 25.000  | hardcourt     | Nicole Thijssen     | Ivana Abramović Maria Abramović            | 6-0, 6-1          |
| 02. | 2011-02-11 | Stockholm                 | $ 25.000  | hardcourt (i) | Anastasija Jakimava | Claire Feuerstein Ksenia Lykina            | 6-3, 2-6, 10-8    |
| 03. | 2013-05-12 | Cagnes-sur-Mer            | $ 100.000 | gravel        | Vania King          | Catalina Castaño Teliana Pereira           | 4-6, 7-5, 10-8    |
| 04. | 2013-11-02 | Taipei                    | $ 50.000  | hardcourt     | Lesley Kerkhove     | Chen Yi Luksika Kumkhum                    | 6-4, 2-6, [14-12] |
| 05. | 2014-08-31 | Fleurus                   | $ 25.000  | gravel        | Demi Schuurs        | Hilda Melander Marina Melnikova            | 6-4, 6-1          |
| 06. | 2016-02-27 | Beinasco                  | $ 25.000  | gravel        | İpek Soylu          | Lina Gjorcheska Dea Herdželaš              | 6-4, 6-2          |
| 07. | 2016-05-01 | Wiesbaden                 | $ 25.000  | gravel        | Marie Benoît        | Steffi Distelmans Demi Schuurs             | 6-2, 6-2          |
| 08. | 2016-09-11 | Boedapest                 | $ 50.000  | gravel        | Cindy Burger        | Ágnes Bukta Jesika Malečková               | 6-1, 6-4          |
| 09. | 2019-01-20 | Singapore                 | $ 25.000  | hardcourt     | Quirine Lemoine     | Chen Pei-hsuan Wu Fang-hsien               | 6-2, 6-4          |
| 10. | 2022-08-14 | San Bartolomé de Tirajana | $ 60.000  | gravel        | Ángela Fita Boluda  | Elina Avanesjan Diana Sjnajder             | 6-4, 6-4          |
| 11. | 2022-08-21 | Ourense                   | $ 25.000  | hardcourt     | Maria Mateas        | Yvonne Cavallé Reimers Lucía Cortez Llorca | 6-4, 5-7, [10-7]  |
| 12. | 2022-11-13 | Sharm-el-Sheikh           | $ 25.000  | hardcourt     | Nina Stojanović     | Magali Kempen Lu Jiajing                   | 7-6, 6-2          |
| 13. | 2023-04-16 | Zaragoza                  | $ 80.000  | gravel        | Diane Parry         | Asia Muhammad Eden Silva                   | 6-1, 4-6, [10-5]  |
| 14. | 2023-07-09 | Den Haag                  | $ 40.000  | gravel        | Kristina Mladenovic | Jasmijn Gimbrère Isabelle Haverlag         | 6-4, 6-0          |
| 15. | 2025-07-13 | Den Haag                  | $ 60.000  | gravel        | Joy de Zeeuw        | Polina Bachmoetkina Kristina Kroitor       | 6-2, 6-2          |

### Gewonnen juniorentoernooien enkelspel
| nr. | finale     | toernooi               | graad | tegenstandster in finale | score         |
| --- | ---------- | ---------------------- | ----- | ------------------------ | ------------- |
| 1.  | 2005-07-10 | Leeuwenbergh Open      | 4     | Kim van der Horst        | 6-3, 6-1      |
| 2.  | 2005-08-23 | Somclay Junior Open    | 3     | Petra Mokra              | 6-4, 6-0      |
| 3.  | 2007-01-02 | Salk Open              | 3     | Karen Barbat             | 6-1, 6-1      |
| 4.  | 2008-02-12 | Nottinghill, Melbourne | 1     | Simona Halep             | 6-0, 3-6, 6-3 |
| 5.  | 2008-02-20 | Australian Open        | A     | Jessica Moore            | 6-3, 6-4      |

### Gewonnen juniorentoernooien dubbelspel
| nr. | finale     | toernooi                                | graad | partner         | tegenstandsters in finale      | score    |
| --- | ---------- | --------------------------------------- | ----- | --------------- | ------------------------------ | -------- |
| 1.  | 2005-02-26 | Centrepoint Almere Junior Championships | 4     | Marlot Meddens  | Stefania Boffa Tatiana Cutrona | 6-3, 6-1 |
| 2.  | 2008-01-18 | Nottinghill, Melbourne                  | 1     | Lesley Kerkhove | Li Ting Zhou Yimiao            | 6-4, 7-5 |
| 3.  | 2008-05-25 | Trofeo Bonfiglio, Milaan                | A     | Lesley Kerkhove | Richèl Hogenkamp Laura Robson  | 6-0, 6-4 |